# Зіннталь
Зіннталь (нім. Sinntal) — громада в Німеччині, знаходиться в землі Гессен. Підпорядковується адміністративному округу Дармштадт. Входить до складу району Майн-Кінціг.
Площа — 111,83 км2. Населення становить 8797 ос. (станом на 31 грудня 2020).